# Alessio Romagnoli
Alessio Romagnoli (phát âm tiếng Ý: [alɛssjo romaɲɲɔːli]; sinh ngày 12 tháng 1 năm 1995) là một cầu thủ bóng đá chuyên nghiệp người Ý chơi ở vị trí trung vệ cho câu lạc bộ Lazio tại Serie A và Đội tuyển bóng đá quốc gia Ý.

## Sự nghiệp của câu lạc bộ

### Roma
Một sản phẩm của lò đào tạo trẻ tại AS Roma, Romagnoli đã bất ngờ được huấn luyện viên trưởng Zdeněk Zeman đưa vào đội hình và tham gia trại huấn luyện trước mùa giải và được gọi thường xuyên để dự bị trận đấu. Romagnoli đã ra mắt chính thức vào ngày 11 tháng 12 năm 2012 với Atalanta, chơi trận đấu đầy đủ trong 90 phút. Sau đó, anh đã có trận ra mắt Serie A 12 ngày sau đó, được thay vào sân trong những phút cuối trận đấu khi gặp Milan. Anh ghi bàn thắng đầu tiên của mình ở Serie A vào ngày 3 tháng 3 năm 2013 khi Roma gặp Genoa.
Anh đã tìm thấy nhiều cơ hội hơn dưới sự dẫn dắt của Rudi García khi thi đấu ở vị trí trung vệ. Vào ngày 31 tháng 5 năm 2014, Romagnoli ký một hợp đồng mới thời hạn bốn năm với Roma.

### Sampdoria
Vào ngày 1 tháng 9 năm 2014, Romagnoli gia nhập Sampdoria trong bản hợp đồng cho mượn dài hạn với phí khoản 500.000 Euro, cùng lựa chọn để mua đứt trị giá 2 triệu Euro và 750.000 euro để phá bỏ điều khoản này. Romagnoli đã ra mắt Sampdoria trong chiến thắng 2-0 trước Torino vào ngày 14 tháng 9. Anh đã ghi bàn đầu tiên cho Sampdoria vào ngày 24 tháng 9 năm 2014 trong trận thua Chievo 2-1. Vào tháng 6 năm 2015, Roma đã kích hoạt điều khoản phá bỏ để mang Romagnoli trở lại Roma.

### Milan
Vào ngày 11 tháng 8 năm 2015, Romagnoli được bán cho AC Milan với khoản phí là 25 triệu Euro, ký hợp đồng 5 năm. Thêm vào đó, có một điều khoản cho phép Roma sở hữu 30% giá trị của Romangnoli.
Romagnoli đã có trận ra mắt chính thức ở Milan vào ngày 18 tháng 8 năm 2015 tại Coppa Italia, chơi toàn bộ 90 phút và giúp đội bóng giữ sạch lưới trong chiến thắng 2-0 trước Perugia. Sáu ngày sau, anh xuất hiện lần đầu trong giải Serie A trong màu áo Milan, khi đó Milan thua 0-2 trước Fiorentina. Romagnoli đã nhận thẻ đỏ lần đầu tiên trong sự nghiệp tại Milan vào ngày 27 tháng 9 năm 2015, trong trận thua 0-1 trước Genoa tại Sân vận động Luigi Ferraris. Và sau đó Romagnoli trở lại khẳng định mình là sự lựa chọn số một ở vị trí trung vệ của đội bóng. Vào ngày 27 tháng 1 năm 2016, anh cùng với Milan đánh bại đối thủ Inter với tỉ số 3-0 trong trận derby.
Vào ngày 1 tháng 3 năm 2016, anh được khen ngợi vì thành tích xuất sắc trong trận thắng Alessandria với tỉ số 5-0 tại Coppa Italia, anh ghi được bàn thắng đầu tiên cho Milan. Trận đấu này đã đưa Milan đến trận chung kết cúp quốc gia lần đầu tiên kể từ năm 2003.

## Sự nghiệp quốc tế
Romagnoli đã thi đấu cho tuyển Ý ở nhiều cấp độ trẻ. Anh đã có lần xuất hiện đầu tiên của mình cho đội U21 của Ý trước Bắc Ireland vào ngày 5 tháng 3 năm 2014, chơi hết 90 phút. Với U21 Ý, anh đã tham dự Giải vô địch U21 châu Âu năm 2015. Anh đã hình thành lối chơi phối hợp hiệu quả với Daniele Rugani ở vị trí trung vệ.
Romagnoli được cho là sẽ được gọi vào đội hình tuyển Ý tham dự Euro 2016 sau một mùa giải đầu tiên xuất sắc với Milan, nhưng cuối cùng anh thậm chí còn không được gọi vào đội hình sơ bộ.
Vào ngày 27 tháng 8, Romagnoli đã được gọi vào đội tuyển lần đầu tiên cho một trận giao hữu với Pháp vào ngày 1 tháng 9 và một trận đấu vòng loại World Cup 2018 vào ngày 5 tháng 9 gặp Israel. Tuy nhiên, sau đó anh đã chuyển đến đội U21 cho vòng loại U21 châu Âu UEFA gặp Serbia.
Vào ngày 6 tháng 10, Romagnoli đã có trận ra mắt trận vòng loại World Cup 2018, anh chơi hết 90 phút trong trận hòa 1-1 với Tây Ban Nha.

## Thống kê

### Câu lạc bộ
Tính đến 5 tháng 11 năm 2020.
| CLB                  | Mùa                 | VĐQG                | VĐQG | VĐQG | CQG  | CQG | Châu Âu | Châu Âu | Khác | Khác | Tổng cộng | Tổng cộng |
| CLB                  | Mùa                 | Giải đấu            | Trận | Bàn  | Trận | Bàn | Trận    | Bàn     | Trận | Bàn  | Trận      | Bàn       |
| -------------------- | ------------------- | ------------------- | ---- | ---- | ---- | --- | ------- | ------- | ---- | ---- | --------- | --------- |
| Roma                 | 2012–13             | Serie A             | 2    | 1    | 1    | 0   | —       | —       | —    | —    | 3         | 1         |
| Roma                 | 2013–14             | Serie A             | 11   | 0    | 0    | 0   | —       | —       | —    | —    | 11        | 0         |
| Roma                 | Tổng cộng           | Tổng cộng           | 13   | 1    | 1    | 0   | —       | —       | —    | —    | 14        | 1         |
| Sampdoria (cho mượn) | 2014–15             | Serie A             | 30   | 2    | 1    | 0   | —       | —       | —    | —    | 31        | 2         |
| Sampdoria (cho mượn) | Tổng cộng           | Tổng cộng           | 30   | 2    | 1    | 0   | —       | —       | —    | —    | 31        | 2         |
| Milan                | 2015–16             | Serie A             | 34   | 0    | 6    | 2   | —       | —       | —    | —    | 40        | 2         |
| Milan                | 2016–17             | Serie A             | 27   | 1    | 1    | 0   | —       | —       | 1    | 0    | 29        | 1         |
| Milan                | 2017–18             | Serie A             | 28   | 2    | 5    | 1   | 9       | 0       | —    | —    | 42        | 3         |
| Milan                | 2018–19             | Serie A             | 32   | 2    | 4    | 0   | 4       | 0       | 1    | 0    | 41        | 2         |
| Milan                | 2019–20             | Serie A             | 35   | 1    | 4    | 0   | —       | —       | —    | —    | 39        | 1         |
| Milan                | 2020–21             | Serie A             | 3    | 0    | 0    | 0   | 3       | 0       | —    | —    | 6         | 0         |
| Milan                | Tổng cộng           | Tổng cộng           | 159  | 6    | 20   | 2   | 16      | 0       | 2    | 0    | 197       | 8         |
| Tổng cộng sự nghiệp  | Tổng cộng sự nghiệp | Tổng cộng sự nghiệp | 202  | 9    | 22   | 2   | 16      | 0       | 2    | 0    | 242       | 11        |

### Quốc tế
Tính đến 26 tháng 3 năm 2023
| Đội tuyển Ý | Đội tuyển Ý | Đội tuyển Ý |
| Năm         | Trận        | Bàn         |
| ----------- | ----------- | ----------- |
| 2016        | 4           | 0           |
| 2017        | 1           | 0           |
| 2018        | 3           | 0           |
| 2019        | 4           | 2           |
| 2023        | 1           | 0           |
| Tổng cộng   | 13          | 2           |

### Bàn thắng quốc tế
Bàn thắng của Ý được ghi trước.
| #  | Ngày                 | Địa điểm                                     | Đối thủ       | Bàn thắng | Kết quả | Giải đấu            |
| -- | -------------------- | -------------------------------------------- | ------------- | --------- | ------- | ------------------- |
| 1. | 15 tháng 10 năm 2019 | Sân vận động Rheinpark, Vaduz, Liechtenstein | Liechtenstein | 3–0       | 5–0     | Vòng loại Euro 2020 |
| 2. | 18 tháng 11 năm 2019 | Sân vận động Renzo Barbera, Palermo, Ý       | Armenia       | 6–0       | 9–1     | Vòng loại Euro 2020 |

## Danh hiệu
AC Milan
- Serie A: 2021–22
- Supercoppa Italiana: 2016